# Gw PfalzB 65
| Gattung : Gw PfalzB 65     |                             |                             |                             |
| Allgemeine Fahrzeugdaten   |                             |                             |                             |
|                            | gebremst                    | ungebremst                  | ungebremst                  |
|                            | Blatt 91                    | Blatt 89                    | Blatt 90                    |
| Hersteller:                | MAN                         | MAN                         | MAN                         |
| Anzahl (lt. WV von 1913)   | 137                         | 470                         | 470                         |
| Baujahr(e)                 | 1865 bis 1882               | 1865 bis 1882               | 1865 bis 1882               |
| Ausmusterung               | vermutlich noch vor 1930    | vermutlich noch vor 1930    | vermutlich noch vor 1930    |
| Bauart                     | gedeckter Güterwagen        | gedeckter Güterwagen        | gedeckter Güterwagen        |
| Gattung                    | Gw PfalzB 65                | Gw PfalzB 65                | Gw PfalzB 65                |
| Spurweite                  | 1435 mm                     | 1435 mm                     | 1435 mm                     |
| Anzahl Achsen              | 2                           | 2                           | 2                           |
| Leermasse                  | 7.700 kg                    | 7.300 kg                    | 7.300 kg                    |
| zul. Höchstgeschwindigkeit | 45 km/h                     | 45 km/h                     | 45 km/h                     |
| Details zum Untergestell   | gebremst                    | ungebremst                  | ungebremst                  |
| Länge über Puffer (LüP)    | 7.200 mm                    | 7.540 mm                    | 7.540 mm                    |
| Länge Untergestell         | 6.600 mm                    | 6.340 mm                    | 6.340 mm                    |
| Bauart Untergestell:       | E / H                       | E / H                       | E / H                       |
| Einbaulänger Puffer        | 600 mm                      | 600 mm                      | 600 mm                      |
| Details zum Fahrwerk       | gebremst                    | ungebremst                  | ungebremst                  |
| Radstand                   | 3.400 mm                    | 3.400 mm                    | 3.400 mm                    |
| Bauart der Räder:          | Y-Speichenrad               | Y-Speichenrad               | Y-Speichenrad               |
| Raddurchmesser:            | 1.014 mm                    | 1.014 mm                    | 1.014 mm                    |
| Bremsen                    | PL                          |                             |                             |
| Kupplungstyp               | Schraubenkupplung nach VDEV | Schraubenkupplung nach VDEV | Schraubenkupplung nach VDEV |
| Bauart der Puffer          | Stangenpuffer               | Stangenpuffer               | Stangenpuffer               |
| Details zum Wagenkasten    | gebremst                    | ungebremst                  | ungebremst                  |
| Länge Wagenkasten          | 6.040 mm                    | 6.340 mm                    | 6.340 mm                    |
| Breite Wagenkasten         | 2.550 mm                    | 2.550 mm                    | 2.550 mm                    |
| Höhe Wagen über SOK:       | 3.435 mm                    | 3.435 mm                    | 3.435 mm                    |
| Höhe Fußboden über SOK     | 1.215 mm                    | 1.215 mm                    | 1.215 mm                    |
| Ladelänge                  | 5.960 mm                    | 6.260 mm                    | 6.260 mm                    |
| Ladebreite                 | 2.500 mm                    | 2.500 mm                    | 2.500 mm                    |
| Ladefläche                 | 14,9 m²                     | 15,6 m²                     | 15,6 m²                     |
| Laderaum                   | 31,04 m³                    | 32,4 m³                     | 32,4 m³                     |
| Zuladung                   | 10.000 kg                   | 10.000 kg                   | 10.000 kg                   |

Bei den Gw PfalzB 65 handelt es sich um zweiachsige, gedeckte Güterwagen – Gattungszeichen „G“ – mit einem Ladegewicht unter 15 t und ohne Einrichtung zum Kippen – Nebenzeichen „w“ – welche ursprünglich für die Gesellschaften der Pfälzischen Eisenbahnen beschafft wurden. Nach Übernahme durch die Bayerischen Staatseisenbahnen wurden sie in deren Wagenstandsverzeichnis für das linksrheinische Netz von 1913 unter den Blatt-Nummern 089 und 090 für die ungebremsten bzw. 091 für die gebremsten Wagen geführt.

## Geschichte
Es handelt sich bei diesen Wagen um solche der zweiten Generation, die ab 1865 zum Einsatz kamen und bis 1882 gebaut wurden. So wird z. B. im Geschäftsbericht der Pfälzischen Ludwigsbahn für das Geschäftsjahr 1864/65 über den Kauf von 100 gedeckten Güterwagen für 200 Ctr Tragfähigkeit berichtet, von denen 20 mit Bremsen ausgerüstet waren. Die Kosten für einen Wagen – ohne Räder – betrugen für den ungebremsten 1045 Gulden, für die gebremsten 1295 Gulden. Im Geschäftsbericht für das Jahr 1868 wird von einer weiteren Beschaffung für die Maximiliansbahn in Höhe von 50 Wagen berichtet, 30 davon ohne Bremsen zu jeweils 1.067 Gulden und 20 mit Bremsen zu jeweils 1.327 Gulden. Alle Wagen erhielten in den Jahren zwischen 1883 und 1906 neue Wagenkästen. Im Wagenstandsverzeichnis von 1913 sind noch 470 ungebremste und 137 gebremste Wagen aufgeführt. Ob die Wagen auch noch zur Reichsbahn kamen, ist nicht bekannt.

## Konstruktive Merkmale

### Untergestell
Das Fahrgestell der Wagen war schon komplett aus Profileisen aufgebaut und genietet. Die äußeren Längsträger hatten U-Form mit nach außen gerichteten Flanschen. Als Zugeinrichtung hatten die Wagen Schraubenkupplungen mit Sicherheitshaken nach VDEV, die Zugstange war durchgehend und mittig gefedert. Als Stoßeinrichtung besaßen die Wagen Stangenpuffer mit einer Einbaulänge von 600 mm, die Pufferteller hatten einen Durchmesser von 370 mm.

### Laufwerk
Die Wagen hatten genietete Fachwerkachshalter aus Flacheisen mit der kurzen, geraden Bauform. Gelagert waren die Achsen in geteilten Gleitachslagern. Die Räder hatten Speichenradkörper und einen Raddurchmesser von 1014 mm. Die Federung bestand aus einer 8-lagigen Feder, die mit einfachen Laschen in den Federböcken befestigt waren.
Die gebremsten Wagen waren mit einer Handspindelbremse ausgestattet deren Kurbel sich auf einer überdachten Plattform befand. Die Bremse wirkte beidseitig auf alle Räder.

### Wagenkasten
Der Rahmen des Wagenkastens bestand aus einem eisernen Gerippe aus U- und L-Profilen, es war sichtbar außen angebracht. Das Wagendach war flach gewölbt. Bei den ungebremsten Wagen gab es an einer Stirnseite Aufstiegstritte. Bei den gebremsten Wagen gab es zusätzlich eine Übergangsplattform mit Handspindelbremse in einer Breite von 360 mm mit beidseitigem Aufstieg. Die Stirnseiten hatten eine waagerechte Verbretterung mit einer Stärke von 40 mm, die Seitenwände eine solche von 25 mm. Die beidseitigen Ladeöffnungen hatten die lichten Maße 1600 mm (Breite) und 1940 mm (Höhe). Sie wurden durch hölzerne Schiebetüren, auf Rollen stehend und durch Kopfstangen geführt, verschlossen. Zur Belüftung gab es zu beiden Wagenseiten je zwei vergitterte Lüftungsöffnungen, welche von Innen mit Klappen verschlossen werden konnten.
Beim gebremsten Wagen nach Blatt 091 wurde das Dach einseitig über den Wagenkasten hinausgezogen und bildete so einen Schutz für den Bremserstand.

## Skizzen, Musterblätter, Fotos

Ansicht zu Blatt 89 aus WV[Anm. 2]   von 1913
Ansicht zu Blatt 90 aus WV[Anm. 2] von 1913
Ansicht zu Blatt 91 aus WV[Anm. 2] von 1913

## Wagennummern
|           | Herstelldaten | Herstelldaten | Herstelldaten | Wagennummern je Epoche | Wagennummern je Epoche | Wagennummern je Epoche | Abmessungen | Abmessungen        | Abmessungen   | Abmessungen   | Abmessungen      | Fassungsraum     | Fassungsraum  | Gewichte           | Gewichte            |                  |                             |
| Blatt-Nr. | Baujahre      | Her- steller  | Anz.          | ab 1875 | ab 1909 | DRG                    | LüP [mm]    | Höhe über SOK [mm] | Anz. Ach- sen | Lenk Ach- sen | Achs- stand [mm] | Boden- fläche m2 | Lade- raum m3 | Lade- gewicht [kg] | Eigen- gewicht [kg] | Brem- sen- arten | Bemerkungen                 |
| --------- | ------------- | ------------- | ------------- | --- | --- | ---------------------- | ----------- | ------------------ | ------------- | ------------- | ---------------- | ---------------- | ------------- | ------------------ | ------------------- | ---------------- | --------------------------- |
| 089       | 1865/-66      |               | 70            | 622, 624, 626–635 637–639, 641, 642 644,645,647-650 652–656, 658, 660 661–665, 667–670 672, 674, 676–682 684. 688, 689, 692 693–695, 698, 699 731–742, 744 | Lu 30 001, Lu 30 003-Lu 30 013 Lu 30 014-Lu 30 018 Lu 30 019-Lu 30 024 Lu 30 025-Lu 30 031 Lu 30 032-Lu 30 040 Lu 30 041-Lu 30 049 Lu 30 050-Lu 30 053 Lu 30 054-Lu 30 058 Lu 30 059-Lu 30 071 |                        | 7.540       | 3.435              | 2             |               | 3.400            | 15,6             | 32,4          | 10.000             | 7.300               | ohne             |                             |
| 089       | 1870/-71      |               | 145           | 521, 524, 526–531 534–543, 545–547 549, 550, 552–561 564, 566–568, 570 571, 575–577, 579 580, 581, 583, 584 586, 587, 590–593 595–599, 604–607 609, 612 614–620, 746–748 753, 755, 757, 758 760–764 766–770, 773, 777 779, 781, 782, 784 785, 787, 789, 790 791–795, 797–799 802, 804, 805, 807 808–811, 813–816 819, 824, 827, 828 830–832, 834–843 | Lu 30 072-Lu 30 079 Lu 30 080-Lu 30 092 Lu 30 093-Lu 30 104 Lu 30 105-Lu 30 109 Lu 30 110-Lu 30 114 Lu 30 115-Lu 30 118 Lu 30 119-Lu 30 124 Lu 30 125-Lu 30 133 Lu 30 134, Lu 30 135 Lu 30 136-Lu 30 145 Lu 30 146-Lu 30 149 Lu 30 150-Lu 30 154 Lu 30 155-Lu 30 161 Lu 30 162-Lu 30 165 Lu 30 166-Lu 30 170 Lu 30 171-Lu 30 178 Lu 30 179-Lu 30 182 Lu 30 183-Lu 30 190 Lu 30 191-Lu 30 194 Lu 30 195-Lu 30 207 |                        | 7.540       | 3.435              | 2             |               | 3.400            | 15,6             | 32,4          | 10.000             | 7.300               | ohne             |                             |
| 089       | 1872/-73      |               | 10            | 1565–1569, 1571, 1572 1575, 1576, 1578 | Lu 30 208-Lu 30 214 Lu 30 215-Lu 30 217 |                        | 7.540       | 3.435              | 2             |               | 3.400            | 15,6             | 32,4          | 10.000             | 7.300               | ohne             |                             |
| 089       | 1880/-82      |               | 38            | 1579–1582 406, 407, 409, 412 413, 416, 417, 421 425, 428–431, 433 435–439, 444–446 451, 456, 458, 461 462,463, 467, 477 478, 487, 489 | Lu 30 218-Lu 30 222 Lu 30 223-Lu 30 226 Lu 30 227-Lu 30 230 Lu 30 231-Lu 30 236 Lu 30 237-Lu 30 244 Lu 30 245-Lu 30 248 Lu 30 249-Lu 30 252 Lu 30 253-Lu 30 255 |                        | 7.540       | 3.435              | 2             |               | 3.400            | 15,6             | 32,4          | 10.000             | 7.300               | ohne             |                             |
| 90        | 1865–1882     |               | 217           | 3 301-3 302, 3 304-3 305 3 307-3 308, 3 310, 3 313-3 319 3 321-3 324, 3 326-3 330 3 351-3 356, 3 358-3 362 3 365-3 367, 3 369, 3 371-3 372 3 374, 3 375, 3 376, 3 378-3 384 3 386, 3 388-3 389, 5 301 5 304-5 305, 5 309-5 313 5 315-5 320, 5 323-5 330 5 351-5 357, 5 359-5 362 5 364-5 380, 5 382-5 383 5 386, 5 388-5 390, 5 403 5 406, 5 408, 5 409, 5 411, 5 426 5 432, 5 433, 5 438, 5 444-5 446 5 452-5 455, 5 457, 5 459, 5 462 5 467, 6 101, 6 104-6 109 6 111, 6 113-6 116, 6 120 6 122, 6 123, 6 125, 6 127, 6 128 6 131, 6 132, 6 134, 6 136-6 142 6 144-6 156, 6 188-6 198 6 201, 6 202, 6 204-6 208 6 211-6 213, 6 215, 6 217-6 221 6 224-6 226, 6 230-6 232 6 234, 6 236-6 238, 6 240-6 248 6 250 | Lu 30 256-Lu 30 472 |                        | 7.540       | 3.435              | 2             |               | 3.400            | 15,6             | 32,4          | 10.000             | 7.300               | ohne             |                             |
| 91        | 1865–1873     |               | 137           | | Lu 30 473-Lu 30 609 |                        | 7.800       | 3.435              | 2             |               | 3.400            | 14,9             | 31,0          | 10.000             | 7.700               | Pl               | Plattform mit Bremsewrstand |